# Burg Murol

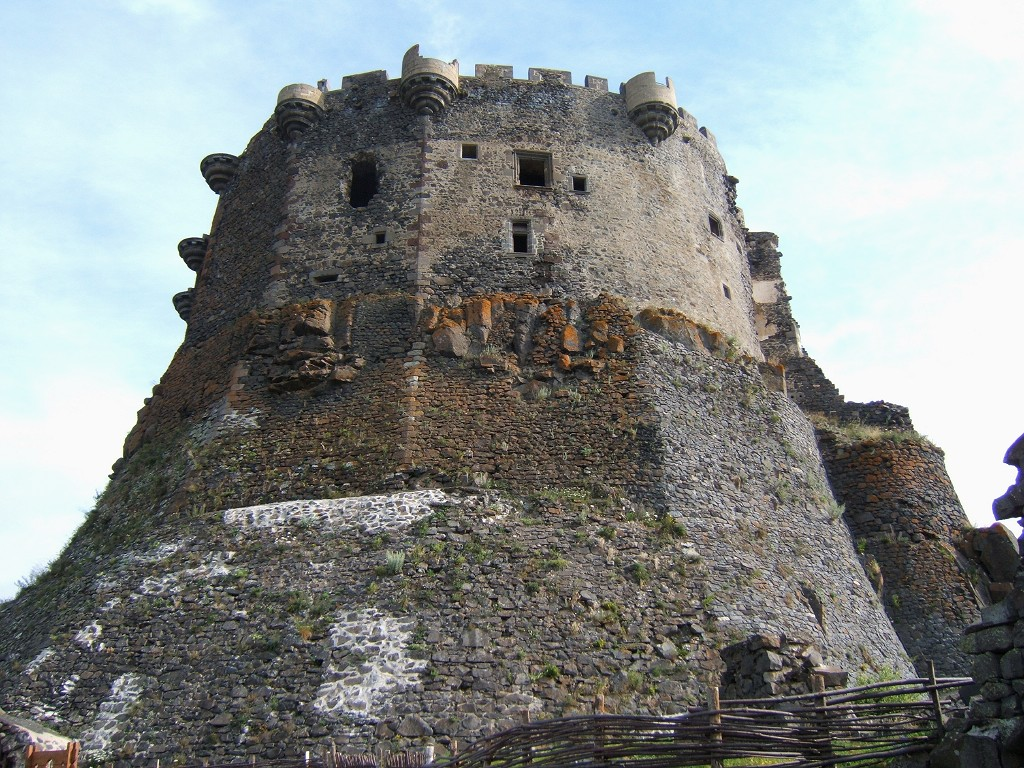
Zentraler Turm

Die Burg Murol (französisch Château de Murol) ist die Ruine einer mittelalterlichen Höhenburg im Nordosten der französischen Gemeinde Murol im auvergnatischen Département Puy-de-Dôme. Sie steht seit 1889 als Monument historique unter Denkmalschutz.

## Geschichte
Die Anfänge der Burg liegen im 12. Jahrhundert. Die erste Befestigung wurde auf einer Landzunge aus Basalt an der Kreuzung von drei Straßen gebaut. Unter der Herrschaft von Guillaume Sam wurde sie im 14. Jahrhundert durch den Bau eines mächtigen Turms und einer zweiten Kapelle vergrößert und verstärkt.
Durch die Heirat der Jeanne de Murol mit Gaspard d’Estaing kam die Burg im 15. Jahrhundert in den Besitz der Familie d’Estaing. Francois d’Estaing verstärkte die Anlage im 16. Jahrhundert mit Kanonen und ließ zusätzliche Gebäude im Renaissance-Stil auf der Ostseite bauen.
Die Burg überstand die Zeit der Religionskriege mit Kämpfen zwischen Hugenotten und Katholischer Liga ohne Schaden. Obwohl Kardinal Richelieu in der Folgezeit die Zerstörung von zahlreichen Burgen und Befestigungen anordnete, blieb Murol aufgrund des Prestiges der Familie d’Estaing am französischen Hof Im 15. Jahrhundert. Mitte des 17. Jahrhunderts war die Burg verlassen und verfiel.
Während der Französischen Revolution diente die Anlage als Gefängnis, Räuberhöhle und Steinbruch. Durch eine Spende des Besitzers, des Grafen von Chabrol, wurde die Burg im Jahr 1890 Eigentum des Départements Puy-de-Dôme und ging 1950 anschließend in das Eigentum der Gemeinde Murol über.

## Trivia
Guy de Maupassant erwähnt die Burg in seiner Kurzgeschichte „Kleines Drama“.